# Алибасов, Бари Каримович
Ба́ри Кари́мович Алиба́сов (каз. Бари́ (Бауыржан) Кәрімұлы Әлібас, род. 6 июня 1947, Чарск) — советский и российский музыкант, композитор, музыкальный продюсер, заслуженный артист РФ (1999). Основатель и руководитель музыкальных групп «Интеграл» (1962—1989) и «На-на» (с 1989).

## Биография

### Детство и юность
Бари Алибасов родился 6 июня 1947 года в многодетной семье. В интервью 2022 года он сказал, что родился в 1946 году. Отец — Карим Касымович Алибасов, казах из рода аргын, управлял Сельхозбанком в Чарске; мать — Ираида Ибрагимовна Абрарова, татарка, была бухгалтером в детском саду и по совместительству подрабатывала в паровозном депо.
Учился в школе № 232 города Чарска. За вольный характер и частое нарушение дисциплины был исключён из комсомола и несколько раз из школы.
В детстве проявлял склонность к творчеству. В школе начал заниматься в художественной самодеятельности (пел в хоре, играл на барабанах, был конферансье), создал свой собственный драмкружок (поставил спектакль по А. Чехову «Сельский эскулап»). В начале 1960-х годов в старших классах вместе с несколькими одноклассниками организовал музыкальный ансамбль, с которым гастролировал по близлежащим колхозам.
После окончания школы в 1965 году поступил в Усть-Каменогорский строительно-дорожный институт (ныне Восточно-Казахстанский государственный технический университет) на архитектурно-строительный факультет. Не закончив институт, ушёл в армию.
Проходил срочную службу в рядах Советской армии с 1969 по 1971 год в войсках ПВО Средне-Азиатского военного округа в Алма-Атинской области. Через полгода был переведён в ансамбль песни и пляски САВО, где создал ансамбль «Задор» при штабе ПВО САВО.
В 1972 году на основании Свидетельства о рождении сменил в паспорте имя Борис на Бари, на афишах ещё какое-то время оставаясь Борисом.
В 1973—1974 годах учился в Усть-Каменогорском музыкальном училище по классу ударных, но из-за начала гастрольной деятельности группы «Интеграл» образование не завершил.

### Группа «Интеграл»
В 1966 году вместе с однокурсником Михаилом Араповым организовал музыкальную группу «Интеграл», играющую музыку в стиле джаз (она числилась при Усть-Каменогорском строительно-дорожном институте). Тогда же проявил себя и как композитор, написав свою первую песню — твист «Весенний дождь».
В 1971 году, вернувшись из армии, Алибасов возродил «Интеграл». Несмотря на то, что в 1972 году Алибасов получил паспорт с именем Бари, на афишах его еще долго указывали как "Борис Алибасов". С 1973 года ансамбль работал в Восточно-Казахстанской областной филармонии, музыканты получили в Казахстане аттестационные удостоверения артистов ВИА. Группа стала лауреатом фестиваля «Дружба народов» в Алма-Ате, в 1980 году стала лауреатом 1-го Всесоюзного рок-фестиваля «Тбилиси-1980», в 1985 году была участником программы 12-го Международного фестиваля молодёжи и студентов в Москве.
Под руководством Алибасова группа «Интеграл» просуществовала 22 года, за это время она экспериментировала со многими музыкальными стилями: от рок-н-ролла до психоделик-андеграунда, от фьюжн до кантри и блюза.

### Группа «На-На»
В 1989 году Алибасов распустил группу «Интеграл» и объявил кастинг в поп-группу «На-На», бессменным руководителем которой является и по сей день.
Под руководством Алибасова группа «На-На» стала популярной и коммерчески успешной в 1990-е годы. Как художественный руководитель «На-На», Алибасов создавал и режиссировал шоу-программы группы, был режиссёром фильмов-концертов о группе и автором текстов и музыки множества песен из репертуара коллектива.
Бари Алибасов и «На-На» также занимаются благотворительной деятельностью, дают концерты для детей-инвалидов, участвуют в благотворительных акциях (таких как «День Добра» на ВВЦ, «Щит и Лира» и множество других).

### Другая деятельность
В 1999 году на награждении в Кремле в шутку назвал себя «Борис Николаевич» по созвучию имени и отчества с тогдашним Президентом России.
В 1999 году он в шутку предложил создать памятник крылатой фразе «Где-где? В Караганде!». Памятник был установлен в Караганде в 2011 году.
С 2001 по 2005 год вёл на московском телеканале М1 юмористическое ток-шоу «Бредни Бари», в котором задавал смешные вопросы приглашённым знаменитостям.
В 2004 году продюсировал группы «DJ Big Bang» и «Pin C@de».
Бари Алибасов вместе с Александром «Данко» Фадеевым участвовал в телепередаче «Кто хочет стать миллионером?» (23 ноября 2013 года). Дуэт выиграл 3 млн рублей. Алибасов и Фадеев стали первыми представителями российского шоу-бизнеса, победившими в этой игре.
Занимается фотографией в течение двадцати лет. В рамках международного фестиваля «Мода и стиль в фотографии» в галерее «ТХТ» прошла персональная выставка фотографий Алибасова.
В суде интересы шоумена представляет адвокат Сергей Жорин. 23 марта 2010 года Алибасов добился беспрецедентного судебного решения в отношении блогера, назвавшего Алибасова «татаро-казахским гастарбайтером». Он взыскал с него рекордную по российским меркам компенсацию морального вреда в размере 1 100 000 рублей. По мнению Станислава Садальского и Николая Фандеева, эта история — типичный пиар-ход, причина которого — отсутствие спроса на группу «На-на».

### Личная жизнь
Сёстры — Зоя и Роза. Братья — Булат и Газиз.
Был в официальном браке 7 раз.
Был в фактическом браке с Еленой Уронич, от этого брака есть сын — Бари Бариевич Алибасов (род. 20 сентября 1985).
23 июля 2013 года тайно женился на актрисе Виктории Викторовне Максимовой (род. 3 мая 1987), своей бывшей помощнице. Этот брак стал для Алибасова пятым. В 2014 году у Виктории родился сын (от другого мужчины) Иван Максимов. Алибасов расстался с ней в 2017 году, но развод сразу не был оформлен.
20 ноября 2018 года женился на актрисе, народной артистке РСФСР Лидии Федосеевой-Шукшиной. Однако брак распался в 2020 году, мировой суд официально развёл Бари Алибасова и Лидию Федосееву-Шукшину 24 декабря 2020 года.
По утверждению первой школьной любви Алибасова (школа № 232 города Чарска) Светланы Боховчук (названной Алибасовым в своей автобиографической книге Алёной), ныне проживающей в Италии, у них есть внебрачная дочь Вера (кандидат медицинских наук).
23 января 2024 года стало известно, что продюсер заключил брак со своей помощницей Еленой.

### Проблемы со здоровьем
4 июня 2019 года, по сообщениям СМИ, Бари Алибасов был госпитализирован в НИИ имени Склифосовского в связи с тяжёлым отравлением, предположительно, жидкостью для прочистки труб. Пиар-директор артиста Вадим Горжанкин сообщил агентству РИА Новости, что врачи диагностировали ожог желудка четвёртой степени. По словам Владимира Политова, Алибасов из-за плохого зрения перепутал бутылку сока с химическим средством. 6 июня стало известно, что продюсер находится в состоянии медикаментозного сна. В ряде СМИ появлялись публикации о смерти Алибасова, но все они были опровергнуты его пиар-директором.
Сомнения по поводу его отравления появились в нескольких источниках.
3 декабря 2020 года Бари Алибасов был госпитализирован в больницу с низким давлением. Пиар-директор продюсера Вадим Горжанкин уточнил, что причиной резкого ухудшения самочувствия продюсера могла стать передозировка препаратом «Виагра».
20 декабря 2020 года Алибасов вновь был госпитализирован, на этот раз с сильными травмами. Продюсер сам вызвал скорую помощь, однако не отвечал на звонки приехавших врачей, потому им пришлось сломать дверь. PR-директор Алибасова Вадим Горжанкин выдвинул версию, что у его работодателя возникли трудности с глотанием из-за старой травмы, связанной с употреблением средства для прочистки труб. Сам же продюсер объяснил, что плохо себя почувствовал и упал с лестницы.
24 февраля 2021 года в СМИ появилась информация о том, что последние два года продюсер жил на деньги, которые он получал за выступления на различных ток-шоу. Об этом сообщил Вадим Горжанкин. Он также заявил, что в связи со сложным состоянием здоровья Алибасова вынужден сложить полномочия пиар-директора.
25 февраля 2024 года Алибасов попал в реанимацию с подозрением на инсульт. Впоследствии жена продюсера сказала, что у него случился гипертонический криз.

## Награды и признание
- 1999 — Заслуженный артист Российской Федерации
- 2008 — Медаль «10 лет Астане»[48].
- 2013 — Медаль МВД по Чеченской Республике «За отличие в службе»[49]
- 2017 — Медаль «За доблестный труд» (Татарстан)[50]
- В июне 2012 года в городе Чарск, где родился Алибасов, улица Мира была переименована в улицу Бари Алибасова. В школе № 232 города Чарска, где учился Алибасов, работает посвящённый ему музей[51].

## Книги
- Алибасов Бари. Основы НА-НАйской философии. — Центрполиграф, 1999. — 430 с. — ISBN 5-227-00512-5.

## Фильмография
| Год       |   | Название                       | Роль                            |
| --------- | - | ------------------------------ | ------------------------------- |
| 1980      | ф | Хитрая ворона (мультфильм)     | музыка                          |
| 1995      | ф | «Старые песни о главном»       | бригадир косарей                |
| 1996      | ф | «Умереть от счастья и любви»   | Лаврентий Берия                 |
| 1997      | ф | «Старые песни о главном 3»     | шаман (в титрах не указан)      |
| 2003      | ф | «Игры мотыльков»               | член жюри                       |
| 2004—2009 | с | Моя прекрасная няня            | камео                           |
| 2004      | ф | «Попса»                        | камео                           |
| 2005      | ф | «Коси и забивай»               | Патрон                          |
| 2005      | ф | «Здравствуйте, мы ваша крыша!» | Имя персонажа не указано        |
| 2011—2012 | с | Товарищи полицейские           | Эдуард Юрьевич Якубов, мошенник |
| 2012      | ф | «Деффчонки»                    | камео                           |